# Crestón

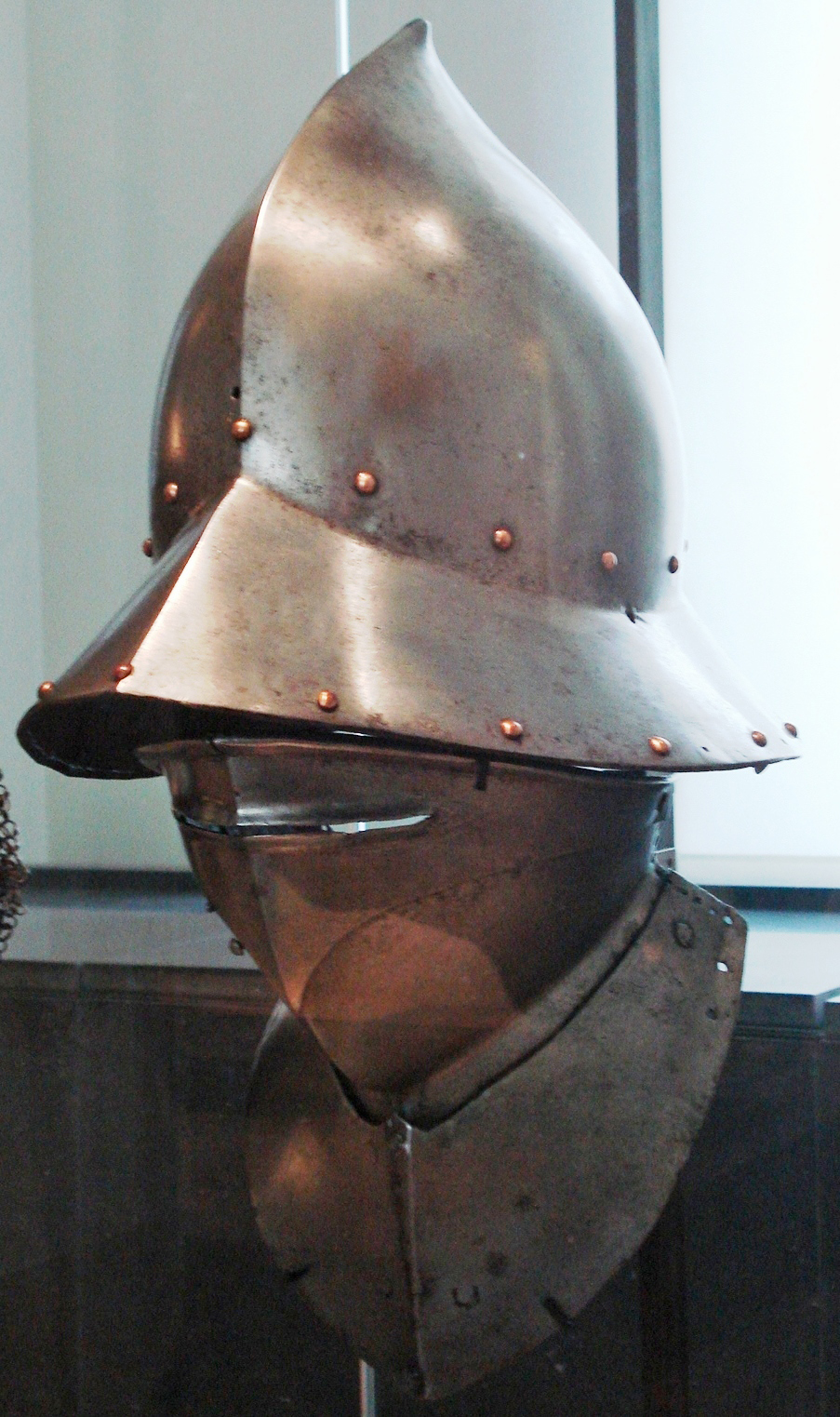
Casco con crestón.

El crestón es la parte alta de algunos cascos, que formaba una especie de cresta y servía a la vez que para debilitar los golpes dirigidos contra la cabeza, para sujetar la cimera de crin o de plumas con que solían aquellos adornarse.

## Historia
Los cascos asirios fueron los primeros en que apreció el crestón, formando una graciosa curva en el arranque de la cimera. Más marcado en el griego que en éstos, cubría y recubría la unión de las dos mitades del casco, desde encima de la frente hasta la nuca.
Los etruscos carecieron por lo general de este refuerzo, que se ve sustituido en ellos por una ligera arista en la unión de sus dos mitades. En cambio, los cascos romanos, imitados por lo regular de los griegos, tuvieron como estos su crestón, característico aunque algo más corto; algunas veces, sin embargo, fueron lisos. En los de los centuriones era una especie de caja cuadrada, que servía de base al penacho de plumas con que se distinguían de los soldados. Los cascos de los gladiadores tenían siempre un crestón bien marcado, de perfil semicircular o cuadrado adornado a veces con emblemas y labores repujadas de verdadero mérito.
Galos, germanos y celtas usaron comúnmente cascos con el crestón muy saliente y dirigido de derecha a izquierda, que cuando aquellos eran cónicos, como solía suceder, les daba aspecto ojival.
En el transcurso de la Edad Media no se vuelve a ver el crestón hasta que aparece la celada, pues el yelmo fue siempre liso y el capacete y bacinete sólo tuvieron una arista no muy pronunciada, como la de los cascos etruscos.

## Tipos
En la celada y lo mismo en el almete y la borgoñota, el crestón suele ser muy saliente y de forma semicircular, ya liso, ya ondulado a manera de una cresta de gallo (almete de pico de gorrión).
En el morrión se eleva más todavía por el centro, siguiendo luego en disminución hasta los extremos y aparece a menudo (como en la borgoñota) ricamente ornamentado.
En los cascos orientales y de otros pueblos que no tuvieron contacto con la civilización europea el crestón es rarísimo, encontrándose solamente por excepción en algunos ejemplares aislados.